# لئونید پوتاپوف
لئونید پوتاپوف (روسی: Леони́д Васи́льевич Пота́пов؛ ۴ ژوئیهٔ ۱۹۳۵ – ۱۲ نوامبر ۲۰۲۰) یک سیاست‌مدار اهل اتحاد جماهیر شوروی سوسیالیستی بود و از اوت ۱۹۹۱ تا ژوئیه ۲۰۰۷ رئیس‌جمهور جمهوری بوریاتیا بود.
وی همچنین برندهٔ جوایزی همچون نشان انقلاب اکتبر، نشان دوستی و نشان پرچم سرخ کار شده‌است.
پوتاپوف در ۱۲ نوامبر ۲۰۲۰ بر اثر ابتلا به کرونا درگذشت.